# Granito

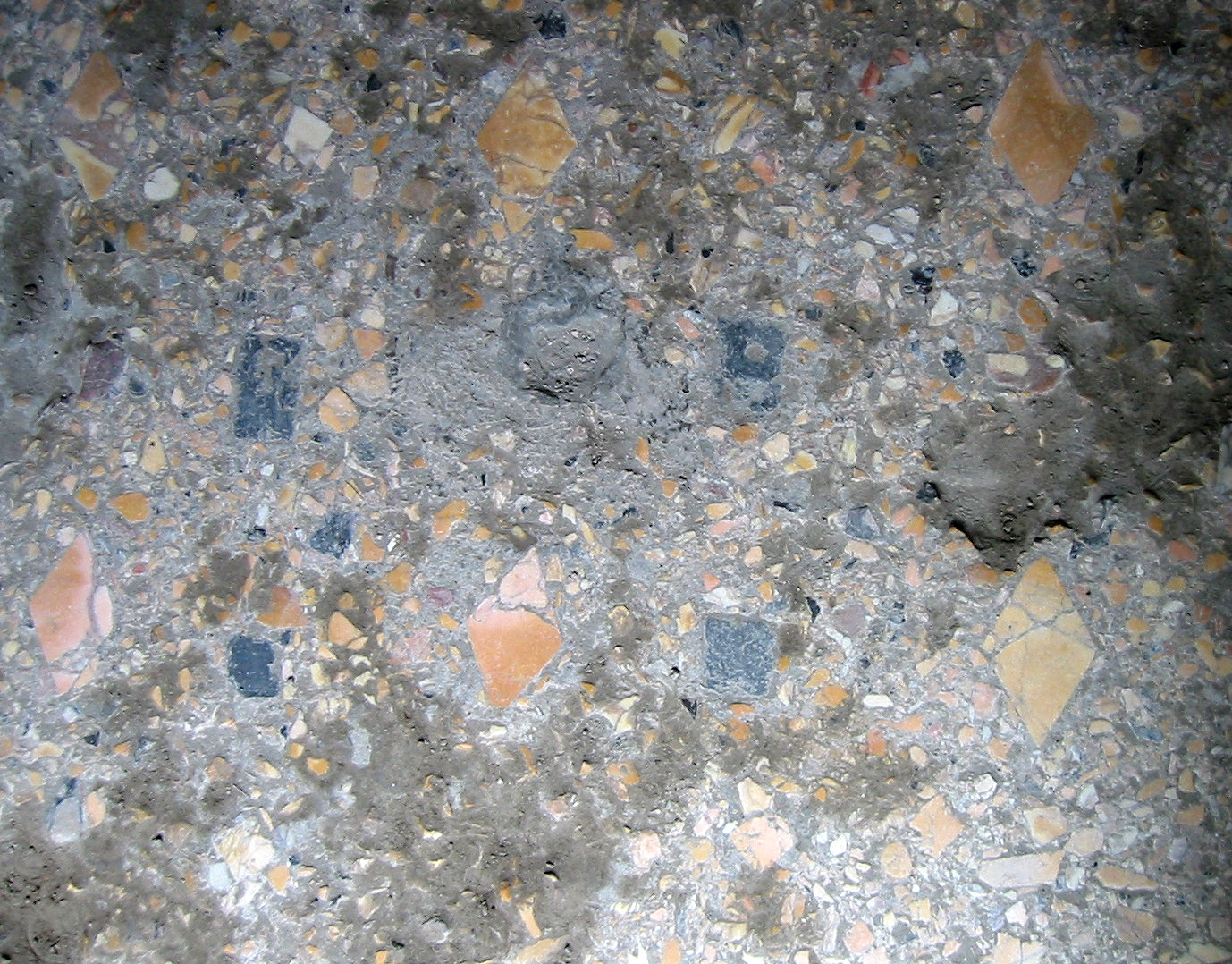
Sol en terrazzo dans une habitation d'Ercolano.

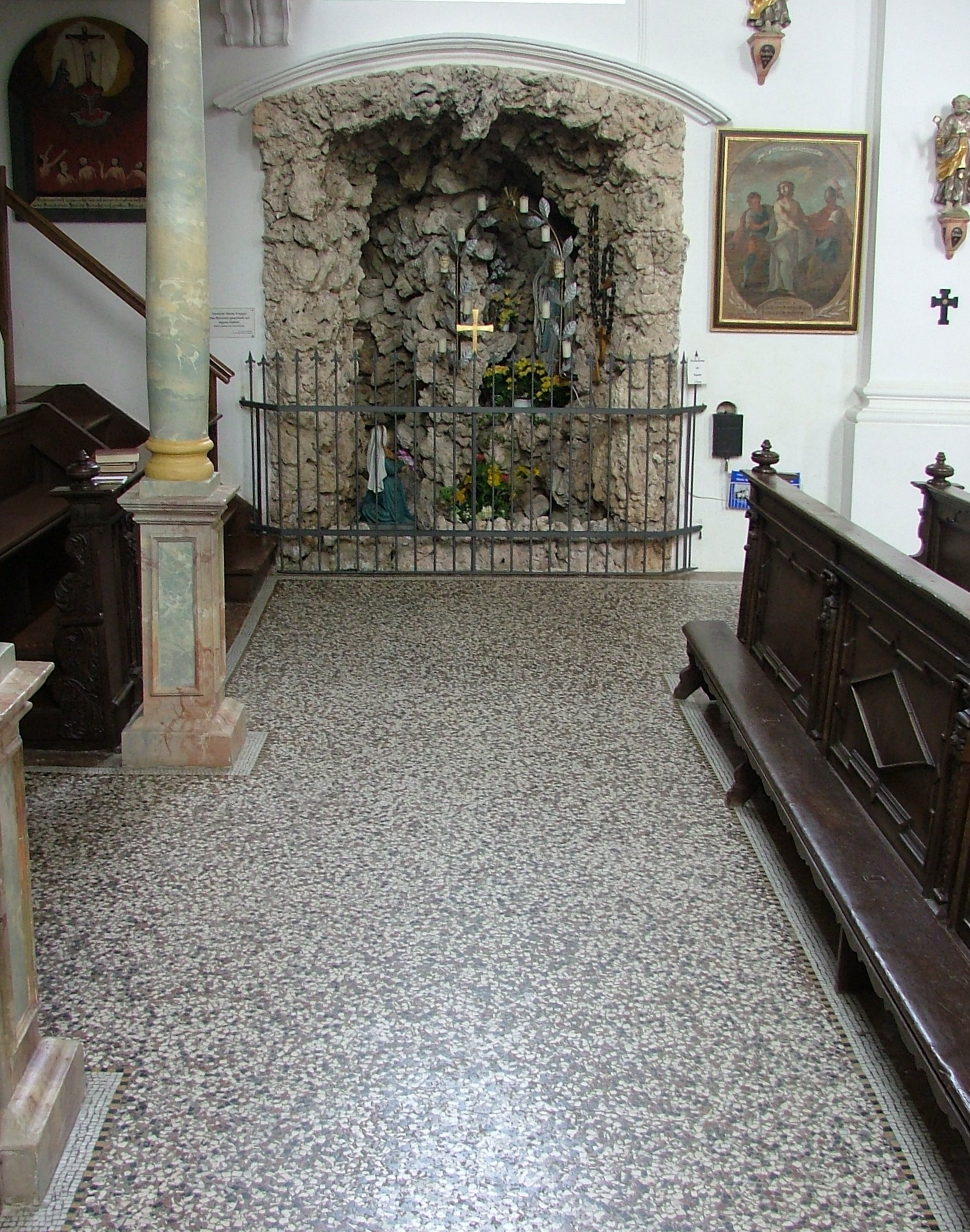
Sol en granito dans l'église allemande Maria Schnee de Markt Rettenbach.

Le granito ou terrazzo est un matériau de construction constitué de fragments de pierre naturelle et de marbre colorés agglomérés à du ciment, le tout poli jusqu'à lui donner le brillant d'une pierre naturelle.
Le granito est un des sols les plus anciens élaboré dès l'Antiquité et qui connut son apogée sous sa forme médiévale au XIIIe siècle dans le nord de l'Italie et plus particulièrement à Venise et la Triveneto, d'où son nom de « mosaïque vénitienne ».

## Histoire
Le granito (terme générique en France) ou terrazzo alla veneziana est un revêtement de sol qui trouve ses origines dès l’époque hellénistique et qui fut ces sept derniers siècles le domaine privilégié et même réservé des artisans du Frioul (nord-est de l'Italie) du fait de leur incontestable expertise, fruit d'un savoir-faire traditionnel et ancestral transmis de génération en génération au point de finir par constituer une confrérie patriarcale : i terrazzieri.
La première du genre est enregistrée en 1582 à Venise sous la dénomination de « Confraternita dei Terrazzieri » et peut être comparée à ce qu'est aujourd'hui un de nos « conseils de l'ordre ».
Alors que, dès l'Antiquité, les notables font appel à des mosaïstes pour réaliser des mosaïques en marbre pour les sols, en émaux et or pour les plafonds, les moins fortunés utilisent des revêtements plus économiques en granito issu de débris de ces matériaux précieux. C'est à Venise que ce procédé atteint son apogée tant en maîtrise technique qu'en aboutissement esthétique au XIIIe siècle, pour être définitivement intégré aux concepts architecturaux des édifications de cette période.
Les qualités du granito, notamment pour sa stabilité en milieux humides, en ont donc fait le principal constitutif des sols des palais vénitiens tels que le palais des Doges, dont la salle du grand conseil représente à elle seule une surface de 1 325 m2 d'un seul jet, mais aussi les palazzo Loredan, Ca d'Oro, palazzo Rezzonico, palazzo Grassi, etc., encore parfaitement conservés huit cents ans après leur réalisation.[réf. nécessaire]
À cette époque, le mortier de base était composé de chaux aérienne éteinte et de terres cuites concassées, les éclats de marbre étaient semés puis battus ou roulés pour pénétrer dans ce mortier. Le ponçage était effectué au moyen d'un orso, sorte de meule de pierre fixée à l'extrémité d'un manche de bois avec lequel les artisans frottaient le sol jusqu'à obtenir l'aspect requis, la protection capillaire de finition étant constituée d'un mélange à base d'huile de lin.[réf. nécessaire]
De nos jours, le liant principal est le ciment (blanc ou gris), teinté ou non dans la masse, agrémenté d'éclats de marbre de toutes granulométries qui sont incorporés directement dans le mélange de base avec le ciment. On n'a plus recours au « semé » que si l’on veut créer un dégradé ou un motif particulier dans le sol.[réf. nécessaire]
En France, de nombreux sols, cimaises et escaliers ont été réalisés en granito dans les années 1920-1930 avec cette technicité spécifique, plus récemment, sous forme de dalles dans les années 1950-1960. Le matériau est ensuite tombé en désuétude jusqu'à ce qu'il soit redécouvert par les milieux architecturaux et décoratifs au début des années 1990.[réf. nécessaire]
Il est mis en œuvre sous forme de sols coulés en place le plus souvent, avec ou sans incorporation de mosaïques, mais est aussi utilisé, du fait de ses caractéristiques mécaniques et de résistance apparentées à celle des bétons, (il peut même être ferraillé et moulé) pour réaliser de multiples applications telles que des plans de vasques de salles de bains, des plans de travail de cuisine, des douches à l'italienne, des habillages muraux et même des façades, des plinthes, des bassins, des bords de piscine, des cheminées, des monuments funéraires, etc.[réf. nécessaire]

## Terrazzo des archéologues
Les archéologues utilisent le mot terrazzo pour décrire les sols des bâtiments du Néolithique précéramique (PPN A et B, environ 9000 à 8000 av. J.-C.) en Asie occidentale, construits avec de la chaux vive et de l'argile, colorés en rouge à l'ocre et poli. Le calcaire broyé intégré donne un aspect légèrement marbré. L'utilisation du feu pour produire la chaux vive, qui a également été utilisé pour l'emmanchement d'outils, est antérieure à l'utilisation de la poterie de presque mille ans. Dans le village néolithique précoce de Çayönü, dans l'est de la Turquie, environ 90 m2 de planchers terrazzo ont été découverts. Les sols du Néolithique précéramique B de Nevalı Çori mesurent environ 80 m2. Ils ont 15 cm d'épaisseur, et contiennent environ 10-15% de chaux.
Ces sols sont presque impénétrables à l'humidité et très durables, mais leur construction implique un apport élevé d'énergie. Gourdin et Kingery (1975) estiment que la production de toute quantité donnée de chaux nécessite environ cinq fois la quantité de bois. Des expériences récentes par Affonso et Pernicka ont montré que seulement deux fois la quantité est nécessaire, mais cela représente encore 4,5 tonnes de bois sec pour les planchers de Çayönü. D'autres sites avec sols en terrazzo existent tels Göbekli Tepe, Jéricho et Kastros (Chypre).